# La regina Margot (film 1954)
La regina Margot (La reine Margot) è un film del 1954 diretto da Jean Dréville, tratto dall'omonimo romanzo di Alexandre Dumas.

## Trama
Margherita di Valois (detta Margot), figlia di Caterina de' Medici, viene data in sposa a Enrico Re di Navarra, futuro Enrico IV di Francia, per sancire l'alleanza fra cattolici e ugonotti. La pace però non dura e il 24 agosto 1572 (notte di San Bartolomeo), avverrà il famoso massacro degli ugonotti da parte dei cattolici. La storia narra anche le liasons di Margherita con Bonifacio de la Môle, un ugonotto, che verrà poi decapitato.

## Riferimenti ad altri film
Nel 1951 Marcel Carné progettò un adattamento del romanzo dumasiano, contattando Anna Magnani per il ruolo di Caterina de' Medici, ma non fu mai realizzato.
Nel 1994 Patrice Chéreau ne ha realizzato una nuova versione con Isabelle Adjani protagonista.